# Moutnice
Moutnice (en allemand : Mautnitz) est une commune du district de Brno-Campagne, dans la région de Moravie-du-Sud, en République tchèque. Sa population s'élevait à 1 194 habitants en 2020.

## Géographie
Moutnice se trouve à 11 km au nord-ouest de Klobouky u Brna, à 19 km au sud-est de Brno et à 202 km au sud-est de Prague.
La commune est limitée par Žatčany au nord, par Nesvačilka et Těšany à l'est, par Nikolčice au sud et au sud-ouest, et par Měnín à l'ouest.

## Histoire
La première mention écrite de la localité date de 1298.